# Estació arqueològica de Vale Boi
L'Estació arqueològica de Vale Boi és una zona on es trobaren diversos vestigis prehistòrics, prop del llogaret de Vale Boi, al municipi de Vila do Bispo, al districte de Faro, a Portugal. Es considera un dels majors i més importants jaciments arqueològics del Neolític de tota la península Ibèrica, i enclou restes amb prop de 33.000 anys.

## Descripció
El jaciment arqueològic, classificat com una estació a l'aire lliure, és al marge est de la ribera de Vale Boi, vora el llogaret de Vale de Boi, a prop de dos quilòmetres de la costa. Els vestigis estan dispersos en uns deu mil metres quadrats, i aquesta deu ser la major estació arqueològica portuguesa del Paleolític. Estan situats en un declivi que és tancat a l'oest per la ribera, i a l'est per un aflorament calcari amb deu metres d'alçada.
Les troballes engloben un gran nombre d'instruments típics de caça i de funcions diàries, alguns en són d'os, com una atzagaia. També s'hi descobriren peces d'art mòbil, en l'estil paleolític de la península Ibèrica, i adorns com conquilles perforades i dents de cèrvids esculpits. S'hi trobaren igualment molts ossos d'animals, com ara cérvols, urs, cavalls, senglars i conills, que eren utilitzats en l'alimentació, i lleons, llops, guineus i linxs, que probablement serien capturats per la pell. També s'hi recolliren restes de mariscs.

## Història
Segons les peces trobades, el poblat s'habità fa prop de 33.000 anys, durant les fases del Paleolític i del Neolític antic, i és la presència humana més remota en la zona sud de la península.
El jaciment es trobà al 1998, quan es feien sondatges a les valls fluvials de la costa Vicentina.(4) El 2000 començaren les recerques al jaciment, organitzades en tres zones, i coordinades per l'arqueòleg Nuno Bicho del Centre Interdisciplinari d'Arqueologia i Evolució del Comportament Humà de la Universitat de l'Algarve. En la campanya del 2018 va participar un grup d'estudiants dels Estats Units d'Amèrica, de l'Institute for Field Research, que també recolzà financerament les investigacions.
Per divulgar i donar a conéixer els processos arqueològics fets al jaciment, la Universitat de l'Algarve i la Cambra Municipal de Vila do Bispo van organitzar l'esdeveniment anual Dia Obert al Jaciment Arqueològic Paleolític de Vale Boi.

## Galeria d'imatges

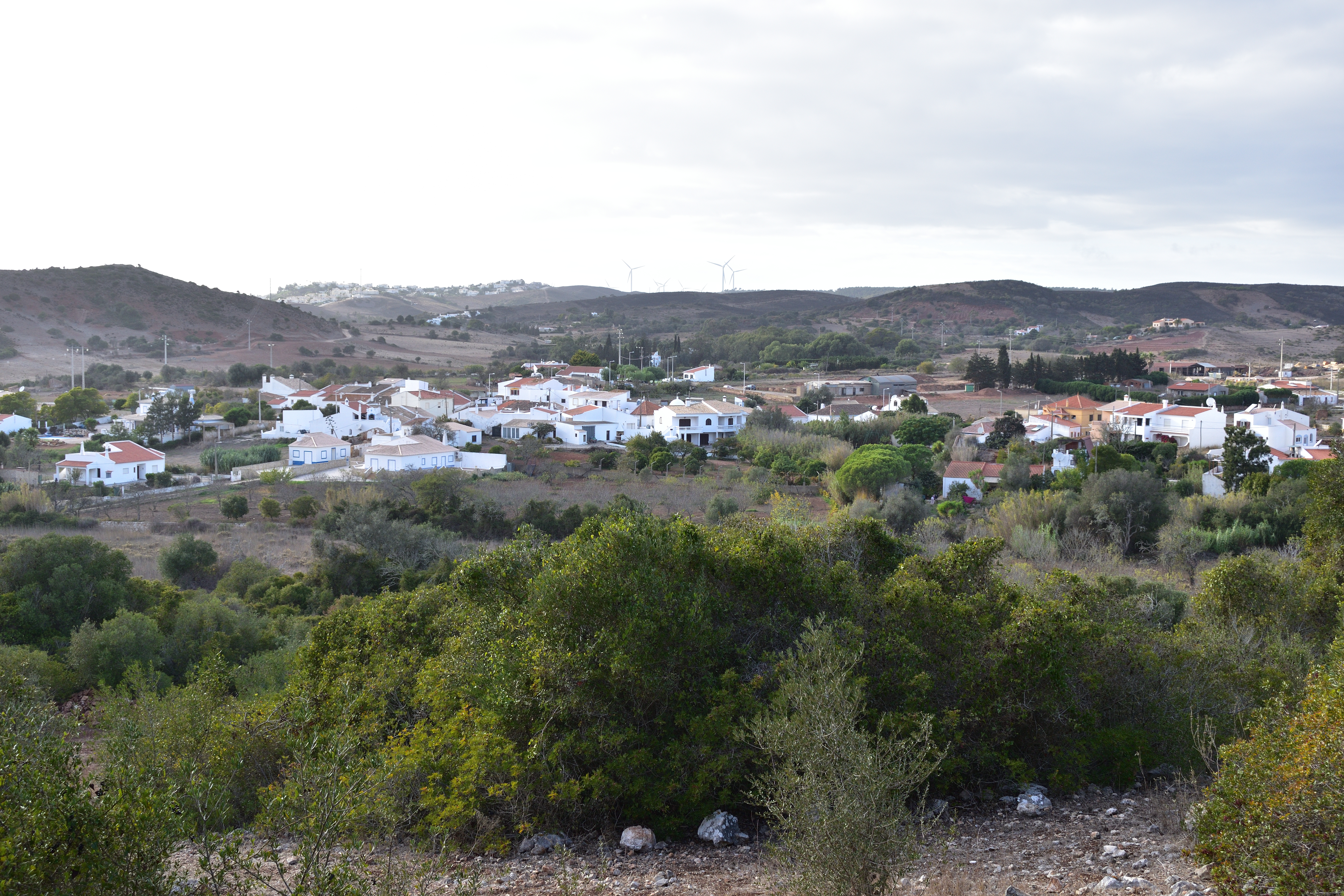
Llogaret de Vale de Boi, vist des del jaciment arqueològic, el 2019
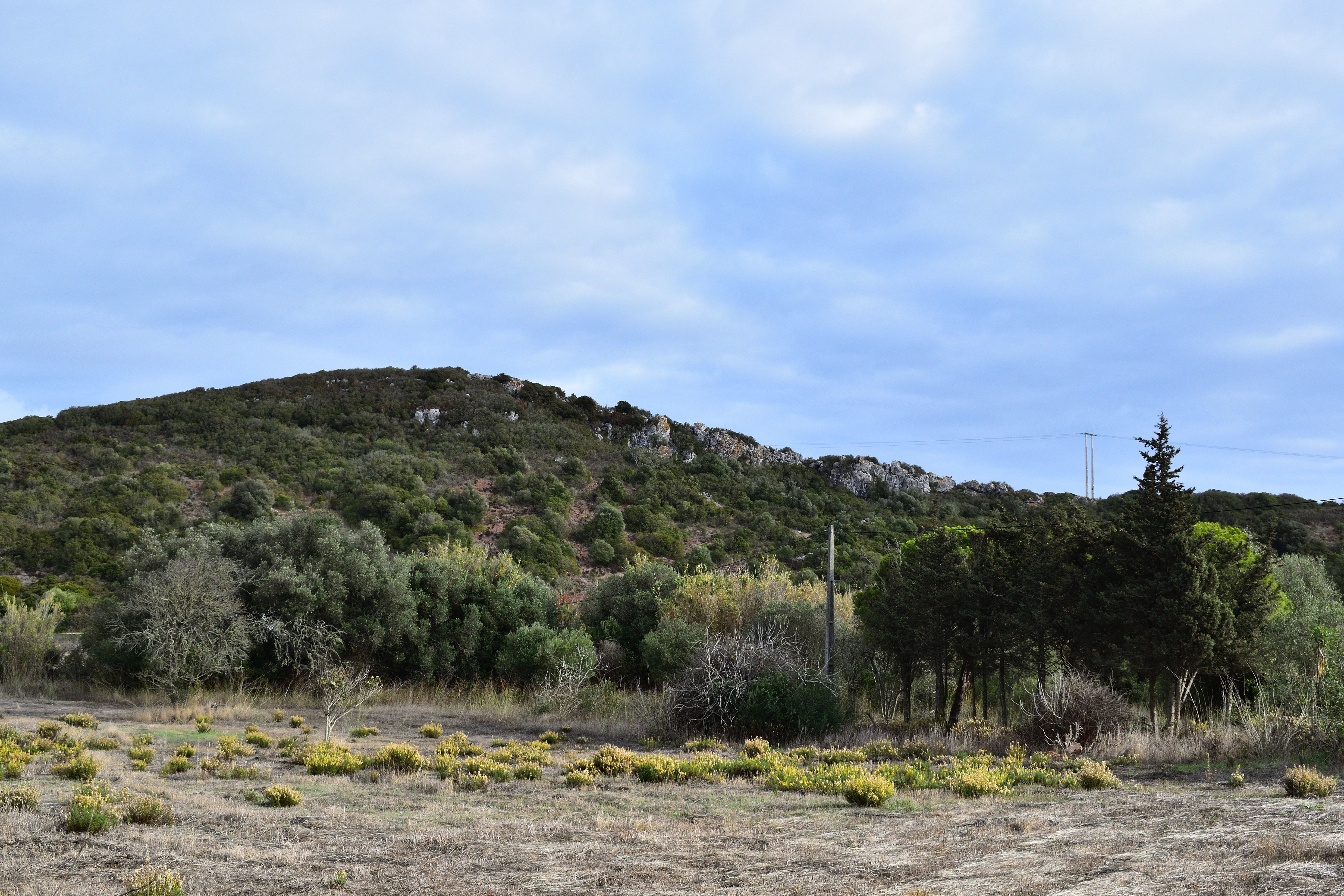
Pujol on se'n trobaren vestigis prehistòrics, 2019
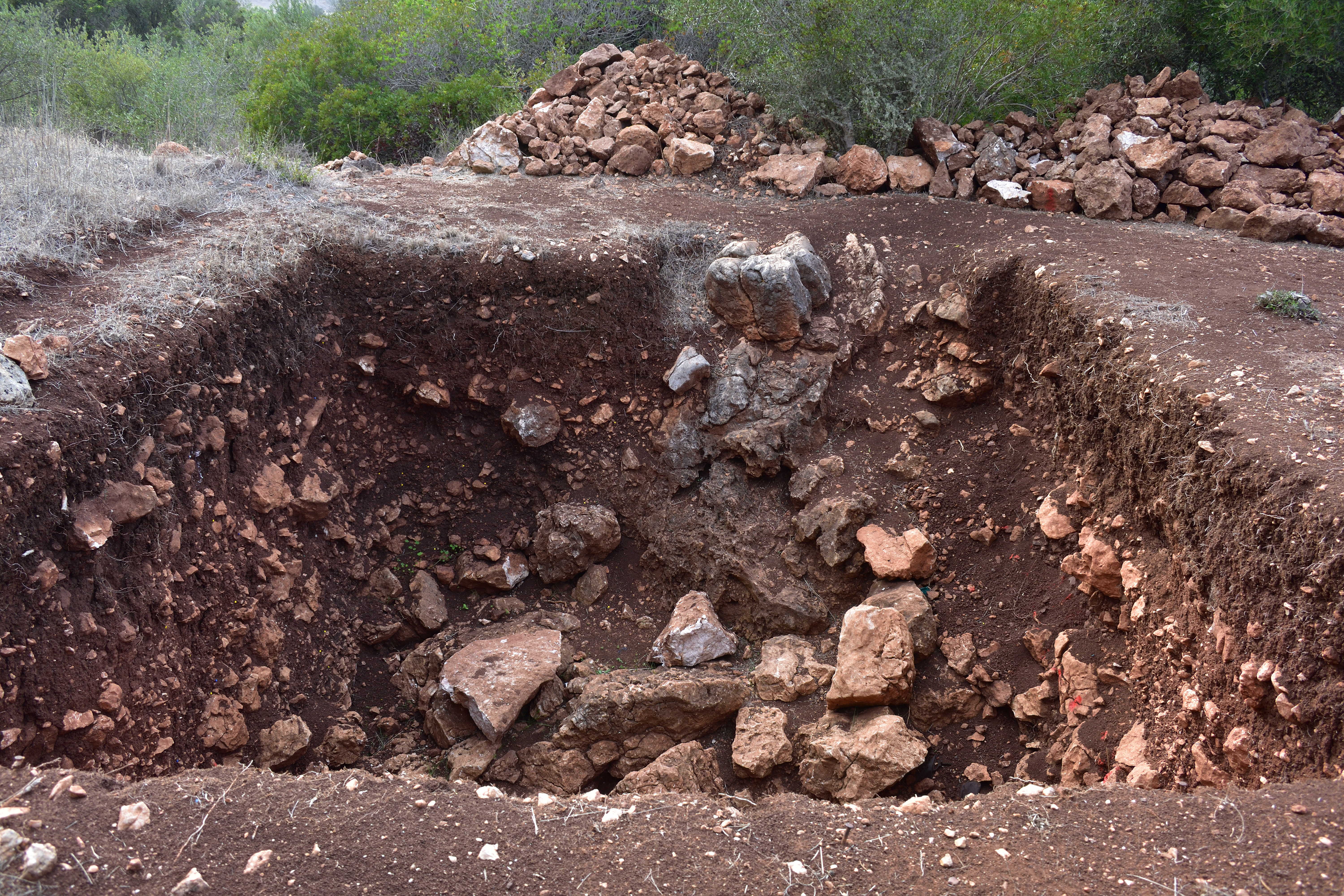
Detall d'una excavació a Vale Boi, al 2019